# Acacia belairioides
Acacia belairioides é uma espécie de legume da família das Leguminosae.
Apenas pode ser encontrada em Cuba.
Está ameaçada por perda de habitat.